# Dizionario di pronuncia italiana
Il Dizionario di pronuncia italiana (DiPI) è un dizionario di pronuncia compilato dal fonetista Luciano Canepari, pubblicato da Zanichelli Editore nel 1999. Si tratta dell'ampliamento del già sostanzioso «pronunciario» presente nel Manuale di pronuncia italiana (MaPI) dello stesso autore.
Il DiPI è composto da un repertorio di più di sessanta mila forme (compresi antroponimi, toponimi, parole straniere) di parole che possono porre il parlante italofono davanti a dubbi sulla loro pronuncia, come la posizione dell'accento, l'apertura delle vocali intermedie (/e/ - /ɛ/; /o/ - /ɔ/), la sonorità della S e della Z (/z/ - /s/; /ʣ/ - /ʦ/), eccetera.

## Edizioni
- Luciano Canepàri, Il DiPI. Dizionario di pronuncia italiana, Bologna, Zanichelli, 1999, ISBN 88-08-09344-1.